# لیتلجوهن آیلند، مین
لیتلجوهن آیلند(به انگلیسی: Littlejohn Island) شهری در ایالت مین کشور ایالات متحده آمریکا است که جمعیت آن در سرشماری سال ۲۰۱۰ میلادی، ۱۱۸ نفر بوده‌است.